# ぐ〜たくさん
『ぐ〜たくさん』は、2024年10月6日から中京テレビで放送されている情報バラエティ番組。

## 概要
同枠では2013年11月より『前略、大徳さん→前略、大とくさん』を約11年放送してきたが、2024年9月で終了し同番組の後継番組として本番組がスタート。出演者は前番組から一新されMCに声優の木村昴、アシスタントは佐野祐子（中京テレビアナウンサー）が担当。

## 放送時間
- 毎週日曜 9:55 - 11:40（2024年10月6日 - ）※後座番組 『NNNストレイトニュース週末版』を本番組の終盤ニュース部分として放送。なお、2020年4月より直前の情報番組『シューイチ』（日本テレビ制作）が10:25までだが、本番組を放送する為『シューイチ』は途中飛び降りとなる。
- 2025年4月5日からは毎週土曜 11:45 - 11:55に、翌日に放送される本番組の見どころを紹介するミニ番組『ふらいんぐ〜たくさん』が開始。

## 番組公式テーマソング
sumika『Dang Ding Dong』

## 現在の出演者
MC
- 木村昴（2024年10月6日 - ）

アシスタント
- 佐野祐子（2024年10月6日 - ）

マスコットキャラクター
- だいとくさん  - オカザえもんによく似たゆるキャラで、オカザえもんとは飲み仲間という設定。デザインはオカザえもんを設計した現代美術作家の斉と公平太。前番組『前略、大とくさん』のマスコットキャラクター「大とくさん」は口の形が漢字の「大」だったが、本番組では「人」に変化。お腹の文字も「とく」から「だいとく」に変化し、名前もひらがなになっている。

ぐ～たくファミリー
- 小森隼（GENERATIONS ）
- 新川優愛
- 千賀健永（Kis-My-Ft2）
- 野呂佳代
- 長谷川忍（シソンヌ）

中継リポーター
- 大前りょうすけ（元 プリンセス金魚）

お天気
- 石橋武宜（2024年10月6日 - 、気象予報士）
- 赤木由布子（2024年10月20日 - 、中京テレビアナウンサ―・気象予報士・お天気キャスター）
- 野仲郁宏（2025年1月19日 - 、気象予報士）

## 過去の出演者
| 2024.10.6 | 現在 | 木村昴 | 佐野祐子 | 石橋武宜 赤木由布子 野仲郁宏 |